# Inese Galante
Inese Galante parfois appelée Inessa Galante, née le 12 mars 1954 à Riga en république socialiste soviétique de Lettonie (URSS), est une cantatrice soprano. Elle est la fondatrice du festival annuel Summertime se déroulant dans la salle de concert Dzintari (lv) à Jurmala depuis 2004,.

## Biographie
Inese Galante naît à Riga en URSS d'une famille d'origine juive tournée vers le chant, sa mère est colorature et son père est basse.
Après ses études secondaires, elle commence des études de pharmacie. En 1977, elle commence des études de chant au conservatoire de Riga avec notamment comme professeurs Rachel Choulova et Ludmilla Braun. Au bout de sa troisième année d'études, elle tient le rôle-titre de La Traviata et en 1982 obtient un engagement à l'opéra de Riga, où elle demeure jusqu'en 1991, date de la dislocation de l'URSS. Elle interprète aussi à Riga Gilda dans Rigoletto, Adina dans L'elisir d'amore, Rosine dans Le Barbier de Séville, Marguerite dans le Faust de Gounod, Lucia dans Lucia di Lammermoor, Magda dans La Rondine, etc.
Yehudi Menuhin et Zubin Mehta la remarquent et la persuadent de continuer sa carrière à l'Ouest, alors que l'économie des pays de l'ancienne URSS s'effondre. Elle parvient tout de même à être invitée à l'opéra de Saint-Pétersbourg (La Traviata, Lucia di Lammermoor et Marguerite de Faust), puis à obtenir un contrat avec le Nationaltheater de Mannheim dans le courant de l'année 1991. Elle joue les rôles de Pamina (La Flûte enchantée de Mozart), de Lauretta (Gianni Schicchi de Puccini), Nedda (Paillasse), Freia (L'Or du Rhin), Mimi (La Bohème), Zémire (Zémire et Azor de Grétry), Euridice (Orphée et Eurydice de Gluck), Margherita de (Mefistofele de Boito), ainsi que dans Ariane à Naxos.
Parallèlement, Inese Galante est invitée à l'opéra de Francfort, à Cologne et à Wiesbaden. En 1995, elle enregistre le récital salué par la critique. En 1996, elle est invitée au Théâtre du Châtelet, au Festival de Montpellier et au Deutsche Oper am Rhein. Elle est aussi connue pour avoir fait découvrir à l'Ouest l'Ave Maria de Caccini composé par Vavilov et découvert par Irina Arkhipova dans les années 1980 à Moscou.
Après avoir donné au début de sa carrière des concerts à Moscou, à Saint-Pétersbourg et à Riga, elle effectue trois tournées aux États-Unis et à Toronto au Canada. Elle chante en concert en 2001 avec José Carreras à Rotterdam et elle est invitée à chanter devant la famille royale au palais de Kensington.
Elle gagne aux Pays-Bas un disque d'or en 1999 et un disque de platine en l'an 2001 (grâce à un l'album comprenant l'Ave Maria de Caccini). Inese Galante n'a plus de contrat permanent avec un quelconque opéra depuis 1999, mais elle donne de nombreux concerts en Allemagne, au Royaume-Uni et dans les Pays baltes. Elle est faite commandeur de l'ordre des Trois Étoiles en 2005. L'artiste se trouve en tête de la fondation qui porte son nom. Le président de la république Andris Bērziņš en est nommé membre honoraire le 30 juillet 2013.